# Cantón de La Roche-Derrien
El cantón de La Roche-Derrien era una división administrativa francesa, que estaba situada en el departamento de Costas de Armor y la región de Bretaña.

## Composición
El cantón estaba formado por once comunas:
- Berhet
- Cavan
- Coatascorn
- Hengoat
- La Roche-Derrien
- Mantallot
- Pouldouran
- Prat
- Quemperven
- Pommerit-Jaudy
- Troguéry

## Supresión del cantón de La Roche-Derrien
En aplicación del Decreto nº 2014-150 de 13 de febrero de 2014, el cantón de La Roche-Derrien fue suprimido el 22 de marzo de 2015 y sus 11 comunas pasaron a formar parte; seis del nuevo cantón de Bégard y cinco del nuevo cantón de Tréguier.